# 藍里たると
藍里 たると（あいり たると）は、日本の漫画家。「ちゃおDX」（小学館）にて執筆している。

## 作品リスト
- うぇるかむ★べりーず（2002年ちゃおDX夏号）
- 素顔のシークレット（2002年ちゃおDX秋号）
- 素敵素敵なクリスマス（2003年ちゃおDX冬号）
- きっと僕らは運命だから（2003年ちゃおDX春号）
- 極上★恋心スイーツ（2003年ちゃおDX夏号）
- キミにラブ☆スター（2004年ちゃおDX冬号）
- 7日間ろまんす（2004年ちゃおDX春号）
- スクープ☆スクープ!!（2004年ちゃおDX夏号）